# Baulny
Baulny je francouzská obec v departementu Meuse v regionu Grand Est. Žije zde 20 obyvatel.

## Poloha obce
Obec leží u hranic departementu Meuse s departementem Ardensko.

### Sousední obce
| Růžice kompasu |                     | Exermont (Ardensko) |             | Růžice kompasu |
| Růžice kompasu | Apremont (Ardensko) | Sever               | Épinonville | Růžice kompasu |
| Růžice kompasu | Apremont (Ardensko) | Baulny              | Épinonville | Růžice kompasu |
| Růžice kompasu | Apremont (Ardensko) | Jih                 | Épinonville | Růžice kompasu |
| Růžice kompasu |                     | Montblainville      | Charpentry  | Růžice kompasu |